# Plesionika heterocarpus
Plesionika heterocarpus is een garnalensoort uit de familie van de Pandalidae. De wetenschappelijke naam van de soort is voor het eerst geldig gepubliceerd in 1871 door A. Costa.